# طابع جندي الجيش الأحمر 70 روبل
خطأ جندي الجيش الأحمر 70 روبل، أو خطأ الطابع فئة 70 روبل روسي في الاتحاد السوفيتي لعام 1922، هو أحد أندر طوابع البريد الصادرة في روسيا السوفيتية. بسبب خطأ الطباعة المزدوج، فإن إحدى الصور النمطية للطوابع غير المثقوبة المكونة من 25 طابعًا تحمل قيمة 70 روبلًا بدلاً من قيمتها الحقيقية 100 روبل روسي. لا يُعرف سوى أربع صفحات كاملة سليمة.

## المواصفات
تحتوي ورقة صحيفة الطوابع هذهِ على 25 طابعًا برتقاليًا مثقوبًا، فئة كل منها 100 روبل روسي، يُصوِّر جنديًا من الجيش الأحمر، ظهر في العدد النهائي لجريدة "العمال والجنود" الصادرة عن جمهورية روسيا الاتحادية الاشتراكية السوفيتية عام 1922. الطابع الثاني عشر في الورقة يحمل فئة 70 روبل، على عكس جميع الطوابع الدائمية الأخرى، التي تبلغ قيمتها الاسمية 100 روبل روسي.

## ندرة الطابع
لا يوجد سوى أربع أوراق كاملة من أصل 25 ورقة من صحيفة الطوابع، منها واحدة في المجموعة الحكومية لمتحف أ. س. بوبوف المركزي للاتصالات في سانت بطرسبرغ، روسيا. وكما يروّج المتحف، فإن "عملة جندي الجيش الأحمر الشهيرة من الإصدار القياسي لعامي 1922-1923 تُعدّ نادرة على المستوى العالمي ومعروفة عند هواة جمع الطوابع."
تُوصف هذه القطع المميزة بأنها "واحدة من أروع القطع النادرة عند هواة جمع الطوابع الروسية". وهي تُمثّل "أحد كنوز هواة جمع الطوابع الروسية عمومًا، وبالتأكيد أحد أهم مقتنيات جمهورية روسيا الاتحادية السوفيتية."
في 20 فبراير 2014، عرضت دار مزادات تشيريستون في مدينة نيويورك ورقة كاملة لجندي الجيش الأحمر، من بين مقتنيات مجموعة إيغور غورسكي المتخصصة في روسيا، والتي احتوت على العديد من الأخطاء والقطع الفريدة من فترة جمهورية روسيا الاتحادية السوفيتية. وقد بيعت مقابل 126,500 دولار أمريكي.

## اقرأ أيضا
- Grant, J. (يوليو 1995). "The socialist construction of philately in the early Soviet era". Comparative Studies in Society and History. ج. 37 ع. 3: 476–493. DOI:10.1017/S0010417500019770. ISSN:0010-4175. JSTOR:179216. S2CID:143458562.
- Palmer, D.؛ Cronin, A. (ديسمبر 1993). "The RSFSR 70r. error of 1922" (PDF). Ямщик [Yamshcik = Post-Rider]. Toronto, Canada: Canadian Society of Russian Philately. ج. 33: 4–8. Bibliographic ID: UF00076781 (University of Florida). مؤرشف من الأصل في 2016-06-11. اطلع عليه بتاريخ 2015-05-31. Stamp collections — Russia.